# Black Sunday
Black Sunday je drugi album američke hip hop grupe Cypress Hill koji je izašao 20. srpnja 1993. Album je komercijalno bio veoma uspješan te je po izlasku direktno došao na broj jedan Billboardove top ljestvice. 
Na albumu se nalazi jedna od najpoznatijih pjesama grupe "Insane in the Brain".
Pjesme "Hits from the Bong" i "I Wanna Get High" su korištene u filmu How High.
Poput njihovog albuma prvijenca i ovaj je album Cypress Hilla magazin Source uvrstio među 100 najboljih rap albuma svih vremena [3].
Budući da su članovi grupe 1992. godine postali glasnogovornici Nacionalne organizacije za reformu zakona o Marihuani (NORML), u knjižicu albuma su stavili 19 činjenica o povijesti i pozitivnim svojstvima kanabisa.

## Popis pjesama
Sve skladbe napisali su Freese, Muggerud i Reyes, osim gdje je drugačije naznačeno
1. "I Wanna Get High" – 2:55
2. "I Ain't Goin' Out Like That" (Freese, Muggerud, Ray, Reyes)– 4:27
3. "Insane in the Brain" – 3:29
4. "When the Shit Goes Down" – 3:08
5. "Lick a Shot" – 3:23
6. "Cock the Hammer" – 4:25
7. "Lock Down (Interlude)" – 1:17
8. "3 Lil' Putos" – 3:39
9. "Legalize It" – 0:46
10. "Hits from the Bong" – 2:40
11. "What Go Around Come Around, Kid" – 3:43
12. "A to the K" – 3:27
13. "Hand on the Glock" – 3:32
14. "Break 'Em Off Some" – 2:46

## Izvođači
- B-Real – pjevač
- Sen Dog – pjevač
- DJ Muggs – produkcija, miksanje

## Top ljestvice

### Albuma
| Godina | Ljestvica              | Pozicija |
| ------ | ---------------------- | -------- |
| 1992.  | The Billboard 200      | #1       |
| 1992.  | Top R&B/Hip Hop Albumi | #1       |

### Singlova
| Godina | Singl                         | Ljestvica                        | Pozicija |
| ------ | ----------------------------- | -------------------------------- | -------- |
| 1993.  | "Insane In The Brain"         | Hot Rap Singles                  | #1       |
| 1993.  | "Insane In The Brain"         | Hot Rap Singles                  | #27      |
| 1993.  | "Insane In The Brain"         | Billboard Hot 100                | #19      |
| 1994.  | "I Ain't Goin' Out Like That" | Hot Rap Singles                  | #21      |
| 1994.  | "I Ain't Goin' Out Like That" | Hot R&B/Hip-Hop Singles & Tracks | #86      |
| 1994.  | "I Ain't Goin' Out Like That" | Billboard Hot 100                | #65      |

## Vanjske poveznice
- allmusic.com - Black Sunday